# 마요라 인다
마요라 인다(인도네시아어: Mayora Indah)는 인도네시아의 식음료업 기업이다.